# Balıkesir (tartomány)

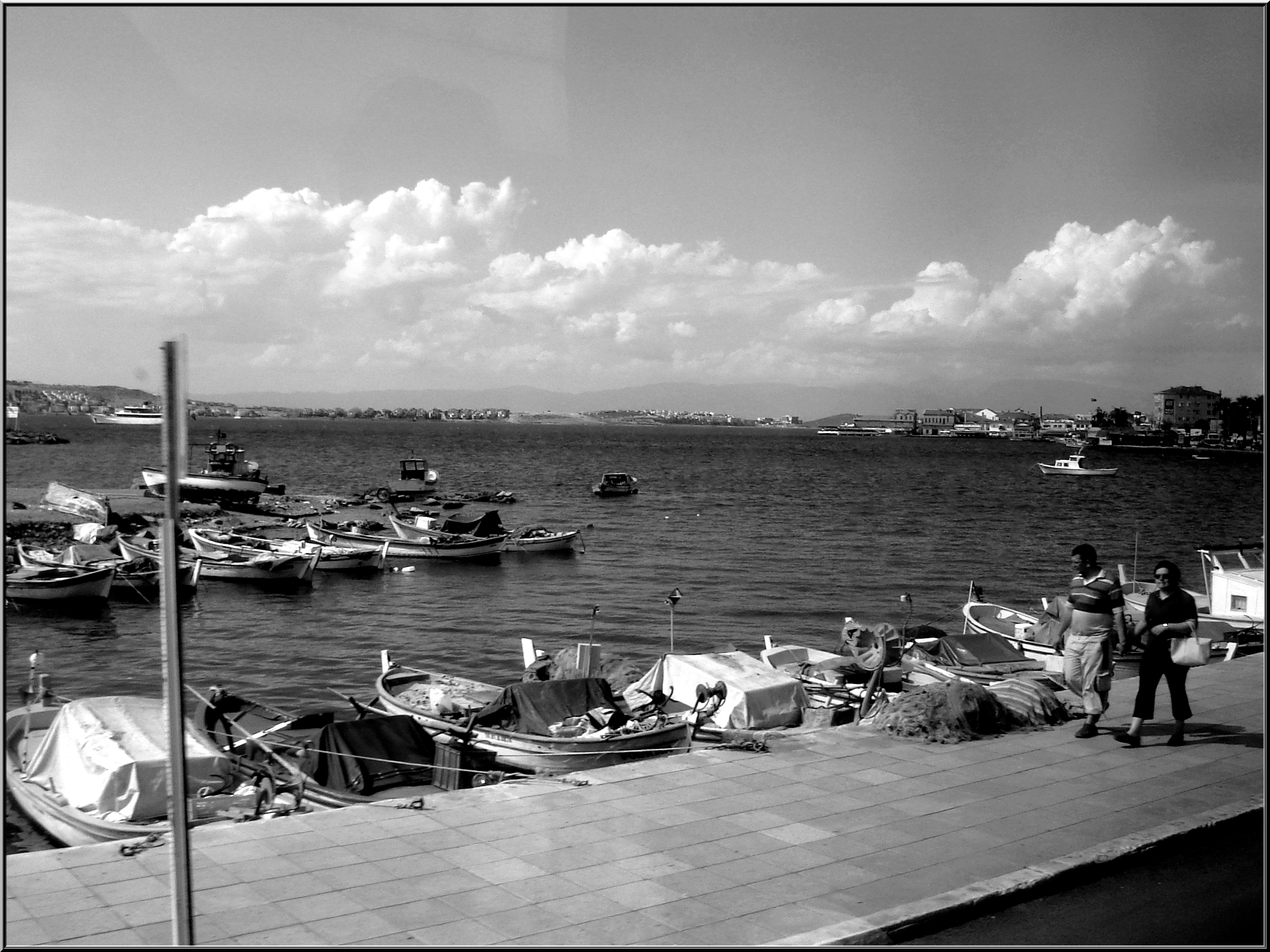
Ayvalık (Balikesir)

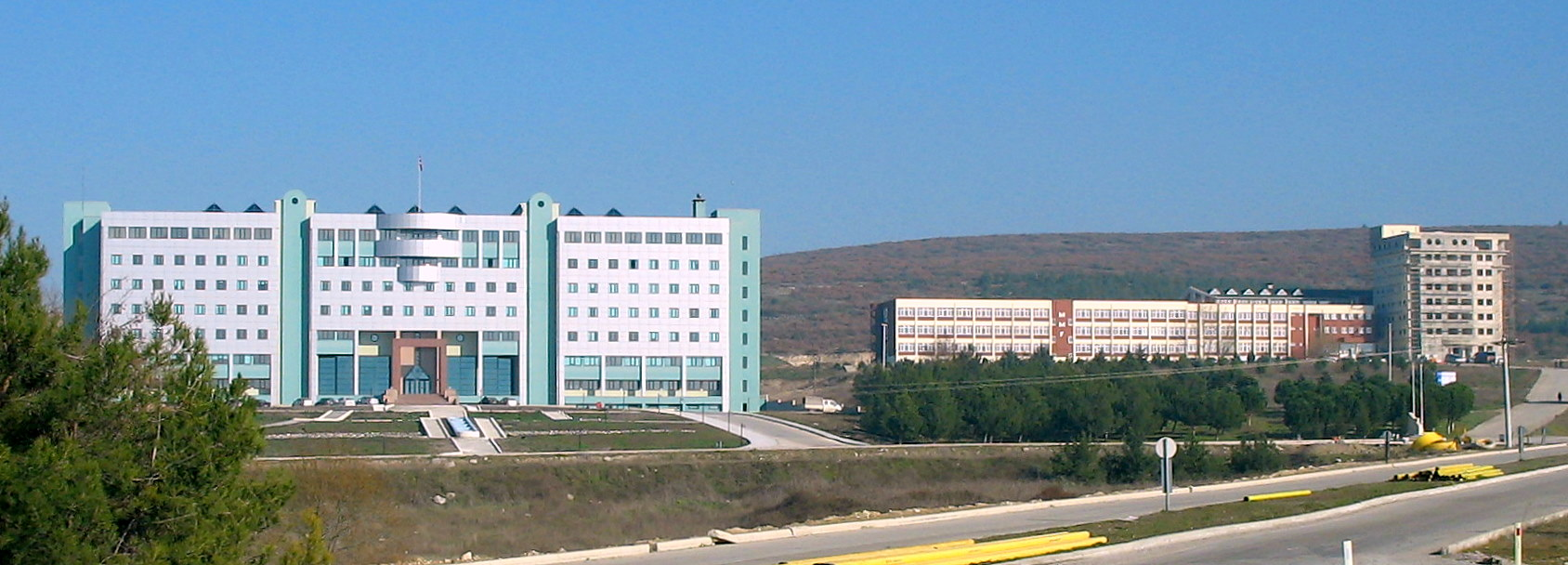
Egyetem (Balikesir)

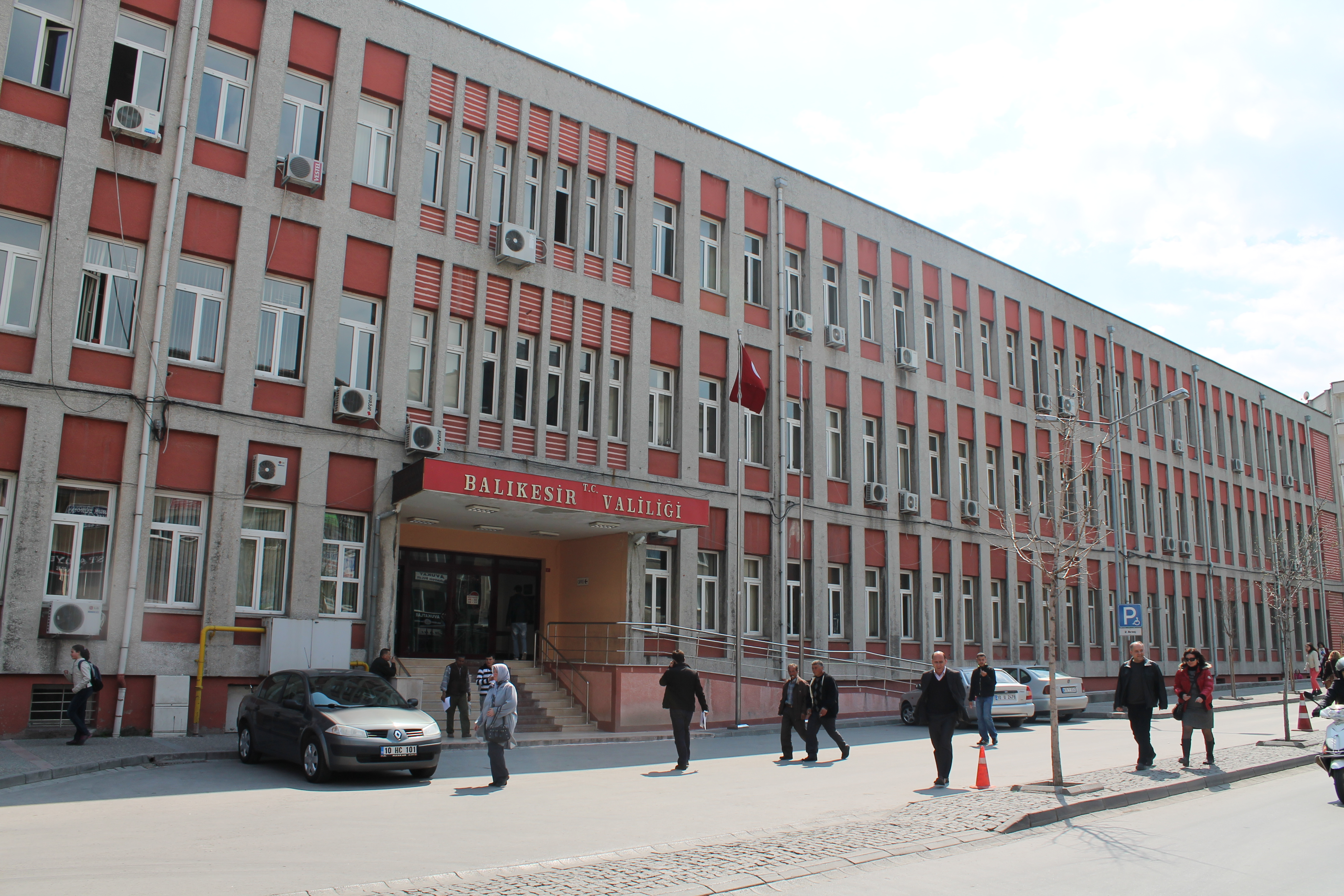
Kormányzó székhelye

Balıkesir közép-nyugat Törökország egyik tartománya, mely a Márvány-tengerrel és az Égei-tengerrel is határos. Szomszédos tartományok: nyugaton Çanakkale, délnyugaton İzmir, délen Manisa, délkeleten Kütahya, keleten pedig Bursa. A tartomány székhelye Balıkesir.
Itt található a phrügiai Ida-hegy (törökül: Kaz Dağı).
Balıkesir híres az itt termelt olajbogyóról; a termálfürdőiről és tiszta strandjairól, melyek vonzzák a turistákat. A tartományban hatalmas, külszíni fejtésű kaolinitbányák is találhatóak.

## Körzetei
A tartománynak 19 körzete van:
| - Ayvalık - Balıkesir - Balya | - Bandırma - Bigadiç - Burhaniye | - Dursunbey - Edremit - Erdek | - Gömeç - Gönen - Havran | - İvrindi - Kepsut - Manyas | - Marmara - Savaştepe - Sındırgı | - Susurluk |

## Népességi adatok
| év   | összesen  | város   | falu    |
| ---- | --------- | ------- | ------- |
| 2012 | 1 160 731 | 711 743 | 448 988 |
| 2011 | 1 154 314 | 701 213 | 453 101 |
| 2010 | 1 152 323 | 694 926 | 457 397 |
| 2009 | 1 140 085 | 678 732 | 461 353 |
| 2008 | 1 130 276 | 662 199 | 468 077 |
| 2007 | 1 118 313 | 649 423 | 468 890 |
| 2000 | 1 076 347 | 577 595 | 498 752 |